# Kunstpreis Literatur Fotografie
Der Kunstpreis Literatur Fotografie, vergeben durch die Land Brandenburg Lotto GmbH, ehrte von 2005 bis 2016 jährlich herausragende Autoren und Fotografen aus Berlin und Brandenburg. Seit 2017 wird stattdessen der Kunstpreis Fotografie ausgeschrieben.

## Hintergrund
Lotto Brandenburg setzt sich seit 1993 für die Gegenwartskunst ein. Das Ziel dieses Engagement ist es nach eigenen Angaben, zur Vielfalt und Vitalität des Kunstschaffens beizutragen. Bis 1998 förderte Lotto Brandenburg Künstler bei der Erstellung ihrer Kataloge. Anschließend vergab das Unternehmen von 1999 bis 2003 Arbeitsstipendien für Fotografen. 2005 startete die Ausschreibung des Kunstpreises Literatur Fotografie. Für jede Kunstform vergab Lotto Brandenburg Preisgelder in Höhe von 10.000 Euro. Pro Kategorie konnte eine unabhängige Fachjury bis zu zwei Kunstpreisträger ernennen, unter denen das Preisgeld aufgeteilt wurde. Es durften sich nur Künstler bewerben, die ihren künstlerischen Schaffensschwerpunkt und Wohnsitz in Berlin und Brandenburg hatten.

### Kunstpreis Literatur
Der Kunstpreis Literatur richtete sich an Schriftsteller. Zur Bewerbung zugelassen waren Bücher aus den literarischen Bereichen Prosa und Lyrik, die im jeweils aktuellen Jahr oder im Vorjahr erschienen waren. Folgende Werke waren laut Lotto Brandenburg von der Ausschreibung ausgeschlossen: Werke der Dramatik, Essays, Übersetzungen, Sachbücher, Drehbücher, Bücher im Selbstverlag (bzw. Eigenverlag), E-Books und Manuskripte.

### Kunstpreis Fotografie
Der Kunstpreis Fotografie richtete sich an Fotografen und bildende Künstler. Diese sollten unter Verwendung fotografischer Elemente ein freies Thema künstlerisch umsetzen.

## Jury
Eine dreiköpfige Jury in den Kategorien Literatur und Fotografie ermittelte die Preisträger.
Die Mitglieder der Jury Literatur im Jahr 2016 waren:
- Julia Schoch (Autorin, Potsdam)
- Harald Asel (Redakteur / Autor / Moderator, Inforadio, Berlin)
- Peter Walther (Literaturwissenschaftler, Brandenburgisches Literaturbüro, Potsdam)

Die Mitglieder der Jury Fotografie im Jahr 2016 waren:
- Ulrike Kremeier (Direktorin / Vorstandsmitglied Kunstmuseum Dieselkraftwerk Cottbus)
- Michael Biedowicz (Fotoredakteur ZEITmagazin und Kurator der Galerie pavlov’s dog, Berlin)
- Steffen Mühle (Fotograf / Artist und Referent bei Kulturfeste im Land Brandenburg, Potsdam)

## Preisträger

### Kategorie Literatur
| Jahr | Preisträger                          | Werk                                                  |
| ---- | ------------------------------------ | ----------------------------------------------------- |
| 2016 | Michael Wildenhain Jakob Nolte       | Das Lächeln der Alligatoren ALFF                      |
| 2015 | Julia Wolf                           | Alles ist jetzt                                       |
| 2014 | Sascha Reh                           | Gibraltar                                             |
| 2013 | Björn Kuhligk Tom Schulz             | Die Stille zwischen null und eins Innere Musik        |
| 2012 | Annett Gröschner                     | Walpurgistag                                          |
| 2011 | Daniela Seel                         | ich kann diese Stelle nicht wiederfinden              |
| 2010 | Hanna Lemke Nadja Küchenmeister      | Gesichertes Alle Lichter                              |
| 2009 | Marion Poschmann Patrick Findeis     | Hundenovelle Kein schöner Land                        |
| 2008 | Julia Schoch Martin Becker           | Mit der Geschwindigkeit des Sommers Ein schönes Leben |
| 2007 | Katja Lange-Müller Thorsten Palzhoff | Böse Schafe Tasmon                                    |
| 2006 | Rabea Edel Arne Roß                  | Das Wasser, in dem wir schlafen Pauls Fall            |
| 2005 | Grit Poppe Kathrin Schmidt           | Wie die Würfel fallen Spiel, Satz, Schlappensieg      |

### Kategorie Fotografie
| Jahr | Preisträger                               | Werk                                                                          |
| ---- | ----------------------------------------- | ----------------------------------------------------------------------------- |
| 2016 | Verónica Losantos Sven Gatter             | screen memories BLÜTEZEITEN                                                   |
| 2015 | Stephanie Steinkopf Rainer Sioda          | Vogelfrei Transatlantic Relations                                             |
| 2014 | Rudi Meisel Arwed Messmer                 | Landsleute 1977–1987 Reenactment MfS                                          |
| 2013 | Ingar Krauss Julian Röder                 | Nature Morte Mission and Task                                                 |
| 2012 | Beatrice Minda Göran Gnaudschun           | Tea Time in Tehran Berlin Alexanderplatz                                      |
| 2011 | Ute Mahler und Werner Mahler Simon Menner | Monalisen der Vorstädte Bilder aus den geheimen Archiven der Staatssicherheit |
| 2010 | Kai Wiedenhöfer Sabine Springer           | Grenzländer solenn                                                            |
| 2009 | Viktoria Binschtok Benedikt Partenheimer  | Suspicious Minds Turnaround                                                   |
| 2008 | Vincent Voignier Torsten Warmuth          | Gipsy Homestories It’s a Man’s World                                          |
| 2007 | Erik Schiemann Fred Hüning                | Der Tag kommt einer                                                           |
| 2006 | Frank Gaudlitz Oliver Kern                | casa mare Die deutsche Aussicht                                               |
| 2005 | Marei Wenzel Mathias Marx                 | Pie in the sky Bilder vom Kindsein                                            |